# Jim Moody (Schauspieler)
Jim Moody (* 25. September 1949 in Portsmouth, Virginia) ist ein US-amerikanischer Schauspieler.

## Leben
Jim Moody wurde in Virginia geboren, wuchs aber dann in New York City auf. Seine erste Filmrolle war 1980 in Fame – Der Weg zum Ruhm als Schauspiellehrer Mr. Farrell. Es folgten eine Reihe von Nebenrollen in Serien und Spielfilmen. Die übrige Zeit war er selbst als Schauspiellehrer an der LaGuardia Highschool in New York City aktiv.

## Filmografie (Auswahl)
- 1980: Fame – Der Weg zum Ruhm (Fame)
- 1980: Ene Mene Mu und Präsident bist du (First Family)
- 1983: Bad Boys – Klein und gefährlich (Bad Boys)
- 1983: Die Chaotenclique (D.C. Cab)
- 1985: Der Tanz des Drachen (The Last Dragon)
- 1989: Der knallharte Prinzipal (Lean on Me)
- 1993–2005: Law & Order (Fernsehserie, 7 Folgen)
- 1993: Who’s the Man?
- 1994: New York Undercover (Fernsehserie, 7 Folgen)
- 1997: Nacht über Manhattan (Night Falls on Manhattan)
- 1998: Celebrity – Schön. Reich. Berühmt. (Celebrity)
- 1999: The Best Man – Hochzeit mit Hindernissen (The Best Man)
- 2000: 28 Tage (28 Days)